# Спельта
Спельта, также Пшеница спельта (лат. Triticum spelta) — зерновая культура, вид рода Пшеница (Triticum). Спельта относится к так называемой полбяной пшенице — группе видов с плёнчатым зерном и с ломкими колосьями. Выращивается с 5-го тысячелетия до нашей эры.
Спельта является результатом естественной гибридизации пшеницы двузернянки (Triticum dicoccum) и дикорастущей пшеницы (Aegilops tauschii). Эта гибридизация вероятно имела место на Ближнем Востоке, потому что именно здесь растёт Aegilops tauschii и это событие должно было произойти до появления обыкновенной пшеницы (Triticum aestivum). Генетические данные показывают, что спельта могла также возникнуть в результате гибридизации обыкновенной пшеницы и пшеницы двузернянки. Таким образом, гораздо более позднее появление полбы в Европе может быть результатом более поздней, второй гибридизации между пшеницей двузернянкой и обыкновенной пшеницей. Недавние исследования ДНК подтверждают независимое происхождение европейской спельты. Вопрос о том, имеет ли спельта два отдельных источника происхождения в Азии и Европе, или один источник на Ближнем Востоке, в настоящее время не решён.
Самое раннее археологическое свидетельство о спельте относится к пятому тысячелетию до н. э. в Закавказье, к северо-востоку от Чёрного моря, хотя наиболее обширное и наиболее документированное археологическое свидетельство о ней относится к Европе. Спельта была найдена в некоторых более поздних неолитических местах (2500—1700 годы до н. э.) в Центральной Европе. Во время бронзового века спельта была широко распространена в центральной Европе. В железный век (750—15 годы до н. э.), спельта стала основным видом пшеницы в южной части Германии и Швейцарии, а к 500 году до н. э. она стала широко использоваться в южной части Британии. Спельта была важным продуктом в некоторых странах Европы от эпохи бронзы до Средневековья; теперь она сохраняется в виде реликтовых культур в Центральной Европе и на севере Испании и нашла новый рынок в качестве здоровой пищи. Была завезена в США в 1890-х годах. В XX веке она была заменена почти во всех областях, где ещё выращивалась.
Спельта иногда считается подвидом близкородственного вида — пшеницы мягкой (Triticum aestivum), в этом случае её научным названием считается Triticum aestivum subsp. spelta.
Спельта — гексаплоидная пшеница, то есть она имеет шесть наборов хромосом. В отличие от других сортов пшеницы спельта имеет 42 хромосомы.

## Синонимы
- Spelta vulgaris Ser.
- Triticum aestivum subsp. spelta (L.) Thell.
- Triticum aestivum var. spelta (L.) L. H. Bailey
- Triticum arias Clemente
- Triticum elymoides Hornem.
- Triticum forskalei Clemente
- Triticum palmovae G. I. Ivanov
- Triticum rufescens Steud. nom. inval.
- Triticum speltiforme Seidl ex Opiz
- Triticum speltoides Flaksb. nom. inval.
- Triticum zea Host
- Zeia spelta (L.) Lunell